# NGC 1629
NGC 1629 (بالفرنسية: NGC 1629)‏ الذي يرمز له بالرمز NGC 1629، وESO 55-24، هو عنقود مغلق، في كوكبة حية الماء.

## الاكتشاف
اكتشف في 1834، بواسطة جون هيرشل.